# 1ª Divisão 2022-2023
La 1ª Divisão 2022-2023 è stata la 33ª edizione del massimo torneo di calcio a 5 portoghese. La stagione regolare è iniziata il 30 settembre 2022 e si è conclusa il 29 aprile 2023, prolungandosi fino al 21 giugno con la disputa dei play-off. Il torneo è stato vinto dallo Sporting Lisbona, al diciottesimo successo nella manifestazione.

## Stagione regolare

### Classifica
|  | Pos. | Squadra            | Pt | G  | V  | N | P  | GF  | GS  | DR   |
|  | ---- | ------------------ | -- | -- | -- | - | -- | --- | --- | ---- |
|  | 1.   | Sporting Lisbona   | 57 | 22 | 18 | 3 | 1  | 135 | 38  | +97  |
|  | 2.   | Braga              | 56 | 22 | 18 | 2 | 2  | 109 | 46  | +63  |
|  | 3.   | Benfica            | 50 | 22 | 16 | 2 | 4  | 102 | 49  | +53  |
|  | 4.   | Leões              | 38 | 22 | 12 | 2 | 8  | 68  | 36  | +32  |
|  | 5.   | Eléctrico          | 37 | 22 | 12 | 1 | 9  | 69  | 58  | +11  |
|  | 6.   | Quinta dos Lombos  | 37 | 22 | 12 | 1 | 9  | 75  | 76  | -1   |
|  | 7.   | Fundão             | 35 | 22 | 11 | 2 | 9  | 78  | 73  | +5   |
|  | 8.   | Caxinas            | 27 | 22 | 8  | 3 | 11 | 51  | 61  | -10  |
|  | 9.   | Ferreira do Zêzere | 21 | 22 | 6  | 3 | 13 | 61  | 86  | -25  |
|  | 10.  | Candoso            | 14 | 22 | 4  | 2 | 16 | 41  | 90  | -51  |
|  | 11.  | Portimonense       | 11 | 22 | 2  | 5 | 15 | 73  | 118 | -45  |
|  | 12.  | Azeméis            | 0  | 22 | 0  | 0 | 22 | 47  | 176 | -129 |

### Verdetti
- Sporting Lisbona campione di Portogallo 2022-2023.
- Sporting Lisbona e Benfica qualificati alla UEFA Futsal Champions League 2023-2024.
- Azeméis e Portimonense retrocessi in 2ª Divisão 2023-2024[3].

## Play-off

### Tabellone
|  | Quarti di finale | Quarti di finale  | Quarti di finale | Quarti di finale | Quarti di finale |  |  | Semifinali | Semifinali       | Semifinali | Semifinali | Semifinali |   |   | Finale | Finale           | Finale | Finale | Finale | Finale | Finale |  |
|  |                  |                   |                  |                  |                  |  |  |            |                  |            |            |            |   |   |        |                  |        |        |        |        |        |  |
|  | 5                | Eléctrico         | 1 (4)            | 1                | 2                |  |  |            |                  |            |            |            |   |   |        |                  |        |        |        |        |        |  |
|  | 4                | Leões             | 1 (2)            | 3                | 4                |  |  | 4          | Leões            | 1          | 2          | –          |   |   |        |                  |        |        |        |        |        |  |
|  | 8                | Caxinas           | 2                | 0                | –                |  |  | 1          | Sporting Lisbona | 3          | 3          | –          |   |   |        |                  |        |        |        |        |        |  |
|  | 1                | Sporting Lisbona  | 9                | 3                | –                |  |  |            |                  |            |            |            |   |   | 1      | Sporting Lisbona | 5      | 2      | 3      | 2      | –      |  |
|  | 6                | Quinta dos Lombos | 2                | 3                | –                |  |  |            |                  | 3          | Benfica    | 1          | 3 | 2 | 1      | –                |        |        |        |        |        |  |
|  | 3                | Benfica           | 4                | 5                | –                |  |  | 3          | Benfica          | 1          | 4          | 3          |   |   |        |                  |        |        |        |        |        |  |
|  | 7                | Fundão            | 2                | 1                | –                |  |  | 2          | Braga            | 3          | 1          | 2          |   |   |        |                  |        |        |        |        |        |  |
|  | 2                | Braga             | 5                | 3                | –                |  |  |            |                  |            |            |            |   |   |        |                  |        |        |        |        |        |  |

### Quarti di finale

#### Gara 1
| Arbitri: | João Sinval Eduardo Coelho Pedro Costa |
| Crono:   | Jaime Martins                          |

|                     |                      |          |
| Martinho 39’ (aut.) | Marcatori            | 30’ Cary |
|                     | Tiri di rigore 4 – 2 |          |

| Arbitri: | Filipe Duarte Miguel Castilho Renato Pereira |
| Crono:   | Pedro Costa                                  |

|                           |           |                                                                 |
| I. Santos 25’ Thalles 38’ | Marcatori | 4’ Cecílio 4’ Allan Guilherme 8’ Rudi 16’ T. Sousa 35’ T. Brito |

| Arbitri: | Rui Ventura Toni Pereira Filipe Almeida |
| Crono:   | Jaime Martins                           |

|                               |           |                                                                                               |
| R. Teixeira 20’ Rodrigues 25’ | Marcatori | 5’, 16’ Merlim 8’ Zicky 10’, 32’ Pauleta 21’ Neves 22’ D. Santos 24’ (aut.) Rodrigues Zézinho |

| Arbitri: | Rúben Santos José Moreira Cristiano Santos |
| Crono:   | João Sinval                                |

|               |           |                                      |
| Kaká 19’, 35’ | Marcatori | 1’, 16’ Jacaré 4’ Čiškala 10’ Cintra |

#### Gara 2
| Arbitri: | Wilson Soares Bruno Araújo Gustavo Pereira |
| Crono:   | Renato Pereira                             |

|                            |           |                    |
| Silvestre 5’, 14’ Turé 13’ | Marcatori | 10’ (rig.) Saiotti |

| Arbitri: | Cristiano Santos Rúben Santos José Moreira |
| Crono:   | João Sinval                                |

|                                      |           |            |
| Robinho 24’, 32’ Allan Guilherme 38’ | Marcatori | 2’ Thalles |

| Arbitri: | Filipe Almeida Rui Ventura Toni Pereira |
| Crono:   | Miguel Castilho                         |

|                                           |           |                                     |
| Cintra 5’, 38’ Rocha 37’, 50’ Čiškala 49’ | Marcatori | 19’, 39’ Willian Carioca 20’ Duarte |

| Arbitri: | José Gomes Francisco Costa Jaime Martins |
| Crono:   | Filipe Duarte                            |

|                                |           |  |
| Guitta 5’ Neves 18’ Cejudo 23’ | Marcatori |  |

#### Gara 3
| Arbitri: | Tiago Silva Alexandre Costa Mauricio Couto |
| Crono:   | Filipe Duarte                              |

|                                               |           |                       |
| B. Pinto 1’ (rig.) Silvestre 6’, 24’ Cary 38’ | Marcatori | 32’ Freire 33’ Airoso |

### Semifinali

#### Gara 1
| Arbitri: | Rúben Santos Cristiano Santos José Moreira |
| Crono:   | Wilson Soares                              |

|               |           |                                     |
| Silvestre 27’ | Marcatori | 7’ Pauleta 11’ Cavinato 15’ Sokolov |

| Arbitri: | Pedro Costa Eduardo Coelho João Sinval |
| Crono:   | Renato Pereira                         |

|           |           |                                     |
| Rocha 31’ | Marcatori | 14’, 38’ Allan Guilherme 30’ Junior |

#### Gara 2
| Arbitri: | José Gomes Francisco Costa Jaime Martins |
| Crono:   | David Pereira                            |

|                                                 |           |                            |
| Sokolov 10’ Miguel Ângelo 24’ Wesley 44’ (aut.) | Marcatori | 14’ Ré 25’ (rig.) B. Pinto |

| Arbitri: | Miguel Castilho Filipe Duarte Renato Pereira |
| Crono:   | Gustavo Pereira                              |

|             |           |                                             |
| Cecílio 35’ | Marcatori | 4’ Cintra 5’ Jacaré 14’ B. Coelho 33’ Nunes |

#### Gara 3
| Arbitri: | Cristiano Santos Rúben Santos José Moreira |
| Crono:   | João Sinval                                |

|                          |           |                                   |
| Junior 33’ R. Santos 39’ | Marcatori | 26’ Jacaré 28’ Arthur 28’ Čiškala |

### Finale

#### Gara 1
| Arbitri: | João Sinval Wilson Soares Pedro Costa |
| Crono:   | Tiago Silva                           |

|                                                         |           |                  |
| T. Paçó 7’ Cavinato 9’ Pauleta 12’ Matos 18’ Guitta 36’ | Marcatori | 26’ (aut.) Zicky |

#### Gara 2
| Arbitri: | Filipe Duarte Miguel Castilho Renato Pereira |
| Crono:   | Toni Pereira                                 |

|                                     |           |                       |
| B. Coelho 2’ Čiškala 21’ Jacaré 29’ | Marcatori | 2’ Merlim 19’ Pauleta |

#### Gara 3
| Arbitri: | Rúben Santos Cristiano Santos José Moreira |
| Crono:   | David Pereira                              |

|                            |           |                             |
| Zicky 21’ Pauleta 25’, 44’ | Marcatori | 27’ (aut.) Varela 29’ Nunes |

#### Gara 4
| Arbitri: | Eduardo Coelho Pedro Costa Alexandre Costa |
| Crono:   | Jaime Martins                              |

|              |           |                       |
| A. Jesus 22’ | Marcatori | 23’ Zicky 44’ Pauleta |

## Supercoppa del Portogallo
La 24ª edizione della competizione ha opposto lo Sporting Lisbona, vincitore di campionato e coppa nazionale, e il Benfica, finalista di entrambe le competizioni. Il trofeo è stato assegnato tramite una gara unica disputata sul campo neutro di Matosinhos.
| Arbitri: | Cristiano Santos Eduardo Coelho Filipe Duarte |
| Crono:   | Tiago Silva                                   |

|                                               |                      |                                            |
| Matos 20’ Mendonça 22’ Cejudo 31’ Sokolov 43’ | Marcatori            | 21’ Nunes 35’ Rocha 37’ Arthur 44’ Čiškala |
| Cavinato Varela Mendonça                      | Tiri di rigore 3 – 1 | Rocha B. Coelho Arthur Nunes               |